# 迷惑龍屬
迷惑龍屬是蜥腳下目梁龍科下的一個屬，脖子异常粗大，而尾巴卻非常细长，牠们是陸地上存在的最大型動物之一，身長約26公尺，體重介於24到32公噸。迷惑龍生活於美國、加拿大、墨西哥。約1億5100萬年前，和梁龍、異特龍、剑龙、角鼻龍生活在侏羅紀啟莫里階到提通階之間，而且是化石数量最多的蜥脚类恐龙。
迷惑龍的身體相比、頭部相當小，牙齒成匙狀，是植食恐龍；前肢略短於後肢，牠們的頸椎比梁龍較短、較重，而腿部骨頭較梁龍的結實、較長，被認為是比梁龍更粗壯、却不及腕龙的恐龍。在正常的移動時，尾巴會離開地面。迷惑龍的前肢有一個大指爪，而後肢的前三個腳趾擁有趾爪。
牠們的屬名在希臘文意為「骗人的蜥蜴」，因為他的尾椎早期一直被誤認為屬於滄龍類。迷惑龍的化石發現於美國科羅拉多州、奧克拉荷馬州、猶他州、懷俄明州的Bone Cabin採石場與Nine Mile採石場。但迷惑龍的頭顱骨是在1975年首次被發現，足足比命名遲了一個世紀。莫里遜組發現的迷惑龍化石，來自於第2到第6地層帶。

## 分類與種

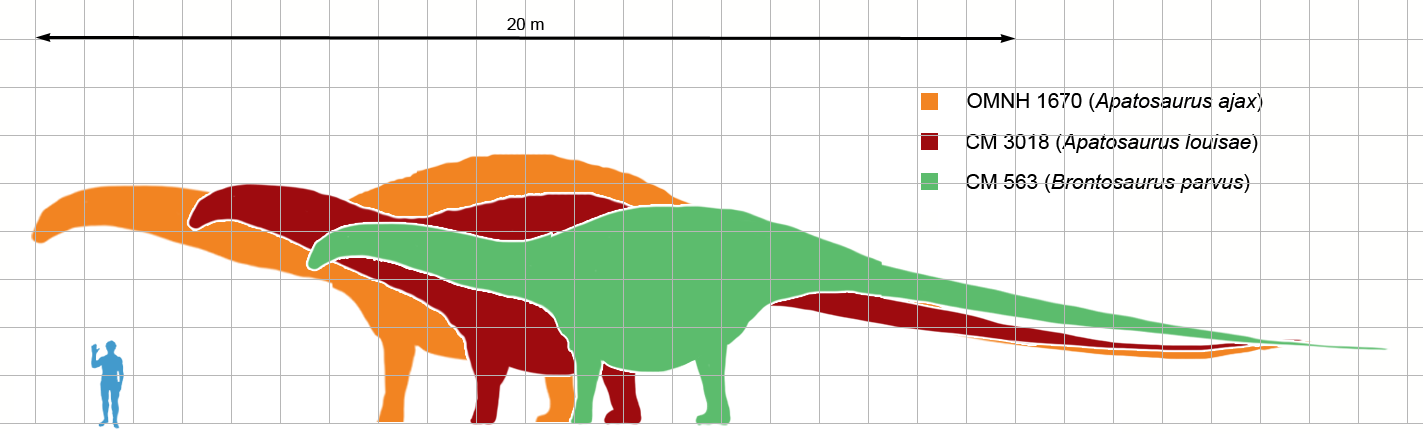
埃阿斯迷惑龍（橘）、路氏迷惑龍（紅）及秀麗雷龍（綠）與人類的體型比較

迷惑龍屬於梁龍科，梁龍科是群體型巨大的四足動物，具有極長的頸部與尾巴，包含：梁龍、重龍、超龍、春雷龍、原雷龍。迷惑龍屬於迷惑龍亞科，該亞科包含迷惑龍及其近親，例如：超龍、春雷龍、原雷龍。
- 埃阿斯迷惑龍（A. ajax）：模式種，由古生物學家奧塞內爾·查利斯·馬什在1877年所命名，種名是以希臘神話中的英雄大埃阿斯為名。目前已發現兩個部份骨骼，包含一個部份頭顱骨。
- 路氏迷惑龍（A. louisae）：是由William Holland在1915年所命名，種名是以安德魯·卡內基（Andrew Carnegie）的妻子Louise Carnegie女士為名，安德魯·卡內基曾在美國西部尋找可挖出完整恐龍化石的挖掘地點。路氏迷惑龍的化石為一個部份頭顱骨，發現於科羅拉多州。

### 迷惑龍與雷龍

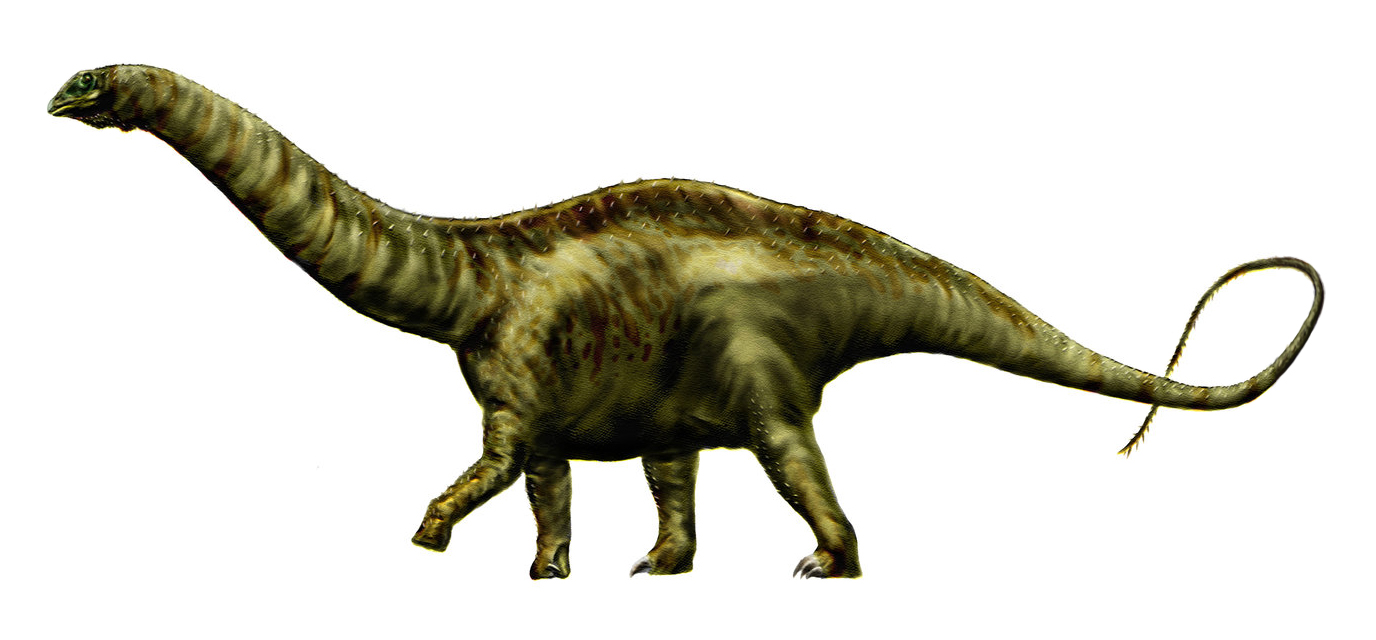
路氏迷惑龍的復原圖

於1877年，奧塞內爾·查利斯·馬什（Othniel Charles Marsh）公布一個新的蜥腳類恐龍，埃阿斯迷惑龍（Apatosaurus ajax）。在1879年，馬什將另一個更為完整的標本成立為新屬，秀麗雷龍（Brontosaurus excelsus）。在1903年，埃爾默·里格斯（Elmer S. Riggs）發現秀麗雷龍與埃阿斯迷惑龍非常類似，應為同種動物，於是將秀麗雷龍改為秀麗迷惑龍。根據國際動物命名委員會的規定，由於迷惑龍首先被公布，故其名稱具有優先權。所以雷龍被認為是迷惑龍的次異名，成為非正式用法。之前廣為人知的雷龍圖片，於1970年代被人發現是秀麗迷惑龍（Apatosaurus excelsus）加上圓頂龍的頭部。
然而，近代以羅伯特·巴克（Robert T. Bakker）為首的古生物學家重新檢視化石證據，結果發現雷龍屬和迷惑龍的在頸部與頭部的骨骼特徵差異頗大，重新激起了迷惑龍和雷龍分類的討論，雷龍有可能重新獲得屬的地位。

### 其他種
1.另外，A. yahnahpin是在1994年由Filla、James以及Redman等人所命名。在1998年，羅伯特·巴克（Robert T. Bakker）將A. yahnahpin改建立為新屬原雷龍，模式種是Eobrontosaurus yahnahpin。化石為一個部分骨骸，發現於懷俄明州。
2賽爾沃─魯斯艾，是梁龍（Diplodocus）、迷惑龍（Apatosaurus）和腕龍（Brachiosaurus）的祖先，重約32到40公斤<70到90磅>，存活在侏羅紀（Jurassic）末期。

## 古生物學

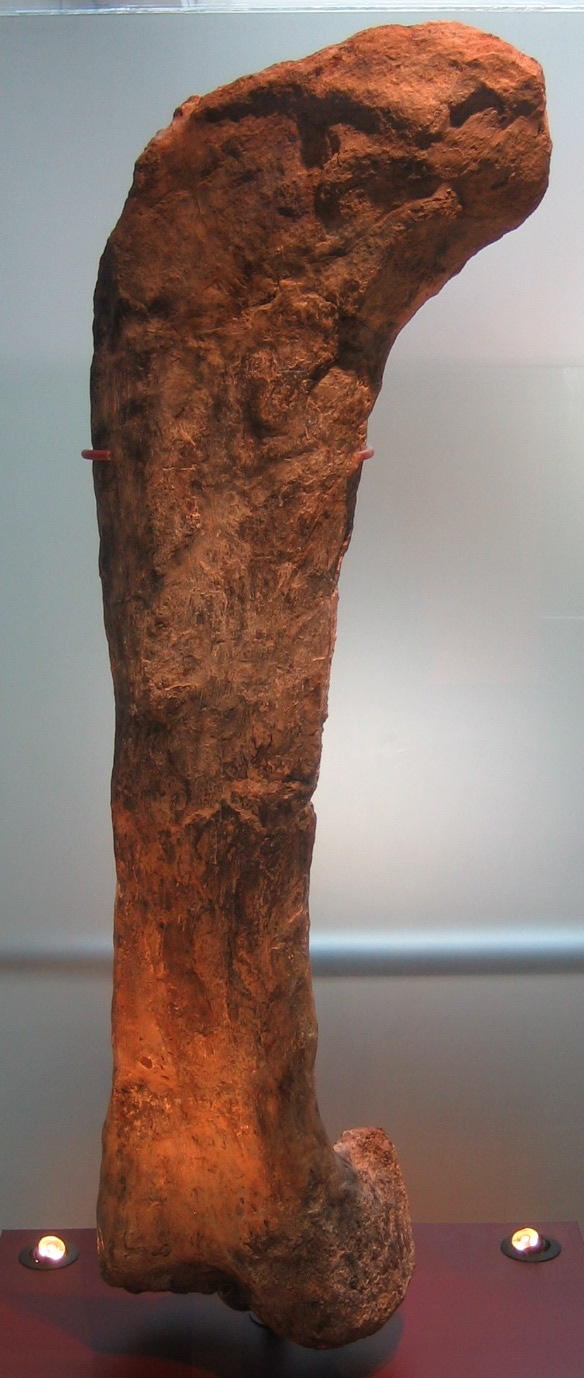
迷惑龍的股骨，位於巴塞隆納的宇宙科學館

早期學者認為迷惑龍過於巨大，很難在陸地上支撐著自己的身體，所以有科學家推測蜥腳下目恐龍是生活在如沼澤的地方，部份身體沉在水中。但近年的研究並不支持此一說法。事實上，就如其近親梁龍一樣，迷惑龍是植食性的陸棲動物，有著長頸及長尾巴作為平衡。一個近年研究認為梁龍科的頸部不靈活，而迷惑龍等蜥腳類恐龍是以低植被為食。足跡化石指出牠們可能成群生活。
在2008年，科羅拉多州莫里遜組的一個採石場發現了未成年迷惑龍的足跡化石。從這些足跡化石顯示，這些未成年迷惑龍可能以後肢在奔跑，類似現生冠蜥的方式。

### 姿勢
在20世紀初期，梁龍科常被描繪成頸部高舉、以樹冠的葉子為食。近年來，科學家們提出爭議，懷疑牠們的心臟是否能夠維持足夠的血壓，供應血液至腦部。另外，近年的研究也發現牠們的頸部結構無法大幅向上彎曲。在2009年，一個研究提出所有四足類都能夠將頭頸部高舉，以警戒四周的環境。研究人員也發現，迷惑龍與梁龍的頸部可以下垂至45度。

### 生理學
由於迷惑龍的巨大體型及長的頸部，生物學家指出牠們的呼吸會有問題。科學家曾以不同的方式來評估迷惑龍的呼吸系統：
- 若假設迷惑龍像鱷魚、鳥類一樣，沒有橫膈膜，以一個30公噸的迷惑龍，其無效腔（口腔、氣管、與其他空氣管道的容積總合，不包含肺臟）估計約184公升。如果該隻迷惑龍呼出的氣體量低於184公升，將無法完全呼出不新鮮的空氣，並將污濁的空氣吸回肺臟。
- 若根據不同的呼吸系統來計算迷惑龍的肺容積（單次呼吸中，吸入或呼出的氣體總量），分別為：鳥類－904公升、哺乳動物－225公升、爬行動物－19公升。

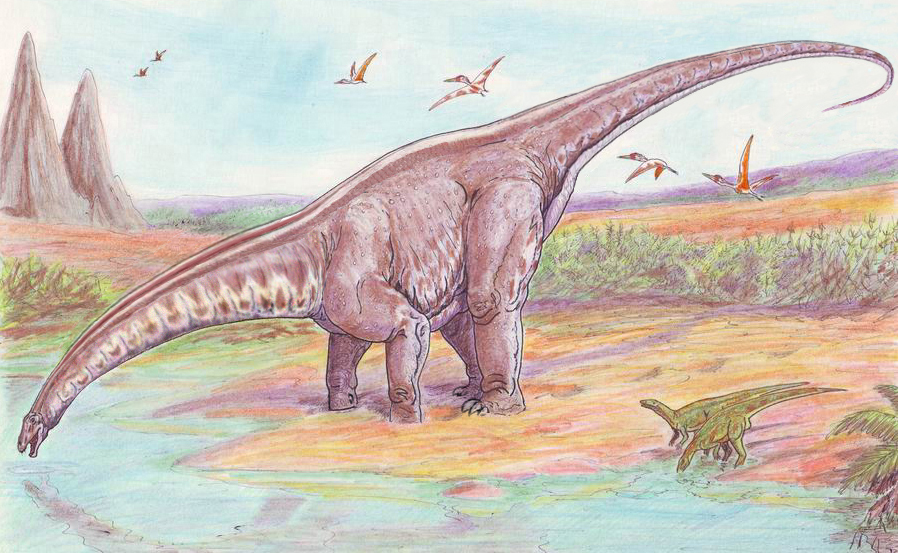
迷惑龍的想像圖

根據以上結果，如果迷惑龍的呼吸系統類似爬行動物，其肺容積低於無效腔，牠們將無法完全呼出不新鮮的空氣，並將污濁的空氣吸回肺臟。如果迷惑龍的呼吸系統類似哺乳類，肺容積為225公升，無效腔為184公升，每次呼吸僅能吸入41公升的新鮮空氣。所以迷惑龍的呼吸系統可能是現今世界所未知的，或是像鳥類的呼吸系統，有著多個氣囊及容許空氣流動的肺部。再者，若具有鳥類的呼吸系統，迷惑龍只需要約600公升的肺活量；而以哺乳動物的系統來估計，迷惑龍需要2950公升的肺活量，已超越所擁有的胸部體積。一隻30公噸的迷惑龍，其胸部總體積估計是1700公升可以容納500公升四心房的心臟及900公升的肺部。而餘下的300公升則是供其他組織之用。若迷惑龍真的有著鳥類的呼吸系統及爬蟲類靜止時的代謝速率，牠只需每日消耗約262公升的水。
目前仍不清楚迷惑龍要吃多少食物才能滿足牠的巨大體型。但有可能迷惑龍是不斷的進食，只有在讓身體體溫下降、飲水或除去寄生蟲時才會停止。牠們可能是以其巨大體型及群體行動以嚇阻掠食動物。

### 尾巴
迷惑龍的尾巴是非常長及尖端細，彷似一條鞭子。在1997年，一項就迷惑龍尾巴的電腦模擬發現，蜥腳下目恐龍的尾巴揮動時，可以發出200分貝以上的聲響，可以與大炮發射的音量相比。

## 外部連結
- （英文）埃阿斯迷惑龍 （页面存档备份，存于）、秀麗迷惑龍、 路氏迷惑龍 （页面存档备份，存于）的骨骼圖